# Liste der neuseeländischen Monarchen
Die Liste der neuseeländischen Monarchen enthält alle souveränen Staatsoberhäupter des Realm of New Zealand bestehend aus Neuseeland, den Cookinseln, Niue und Tokelau (sowie aus neuseeländischer Sicht dem von Neuseeland beanspruchten Ross-Nebengebiet).

## Geschichte
Mit dem Vertrag von Waitangi wurde Neuseeland 1840 britische Kolonie und damit der britische Monarch Staatsoberhaupt. Der Status des Landes wandelte sich 1907 zum Dominion, Staatsoberhaupt blieb aber weiterhin der britische Monarch. Seit 1917 vertritt der Generalgouverneur von Neuseeland den Monarchen innerhalb Neuseelands. Mit Unterzeichnung des Statuts von Westminster 1947 wurde Neuseeland unabhängig. Der neuseeländische Monarch ist seitdem in Personalunion der britische.

## Liste

### Königin des Vereinigten Königreichs von Großbritannien und Irland
- Victoria (1840–1901)

### König des Vereinigten Königreichs von Großbritannien und Irland und der britischen Dominions
- Eduard VII. (1901–1910)
- Georg V. (1910–1936)
- Eduard VIII. (1936)
- Georg VI. (1936–1947)

### König/Königin von Neuseeland
- Georg VI. (1947–1952)
- Elisabeth II. (1952–2022)
- Charles III. (seit 2022)